# Hirokazu Ninomija
Hirokazu Ninomija (japonsko 二宮 洋一), japonski nogometaš in trener, * 22. november 1917, Hjogo, Japonska, † 7. marec 2000.
Za japonsko reprezentanco je odigral 6 uradnih tekem.